# Outeniqua festiva
Outeniqua festiva är en skalbaggsart som beskrevs av Louis Albert Péringuey 1885. Outeniqua festiva ingår i släktet Outeniqua och familjen Melolonthidae. Utöver nominatformen finns också underarten O. f. andreaei.